# Сан-Мартино-ин-Рио
Сан-Мартино-ин-Рио (итал. San Martino in Rio) —  коммуна в Италии, в провинции Реджо-нель-Эмилия области Эмилия-Романья.
Население составляет 7131 человек, плотность населения составляет 295 чел./км². Занимает площадь 22 км². Почтовый индекс — 42018. Телефонный код — 0522.
Покровителем населённого пункта считается  святитель Мартин Турский. Праздник ежегодно празднуется 11 ноября.